# Landschap met vechtende stieren
Landschap met vechtende stieren is een schilderij door de Noord-Nederlandse schilder Dirck van Bergen in het Rijksmuseum in Amsterdam.

## Voorstelling
Het stelt een Italiaans landschap voor bij zonsondergang met op de voorgrond een kudde vee waaronder twee vechtende stieren. Op de achtergrond is een ommuurd kasteel te zien.

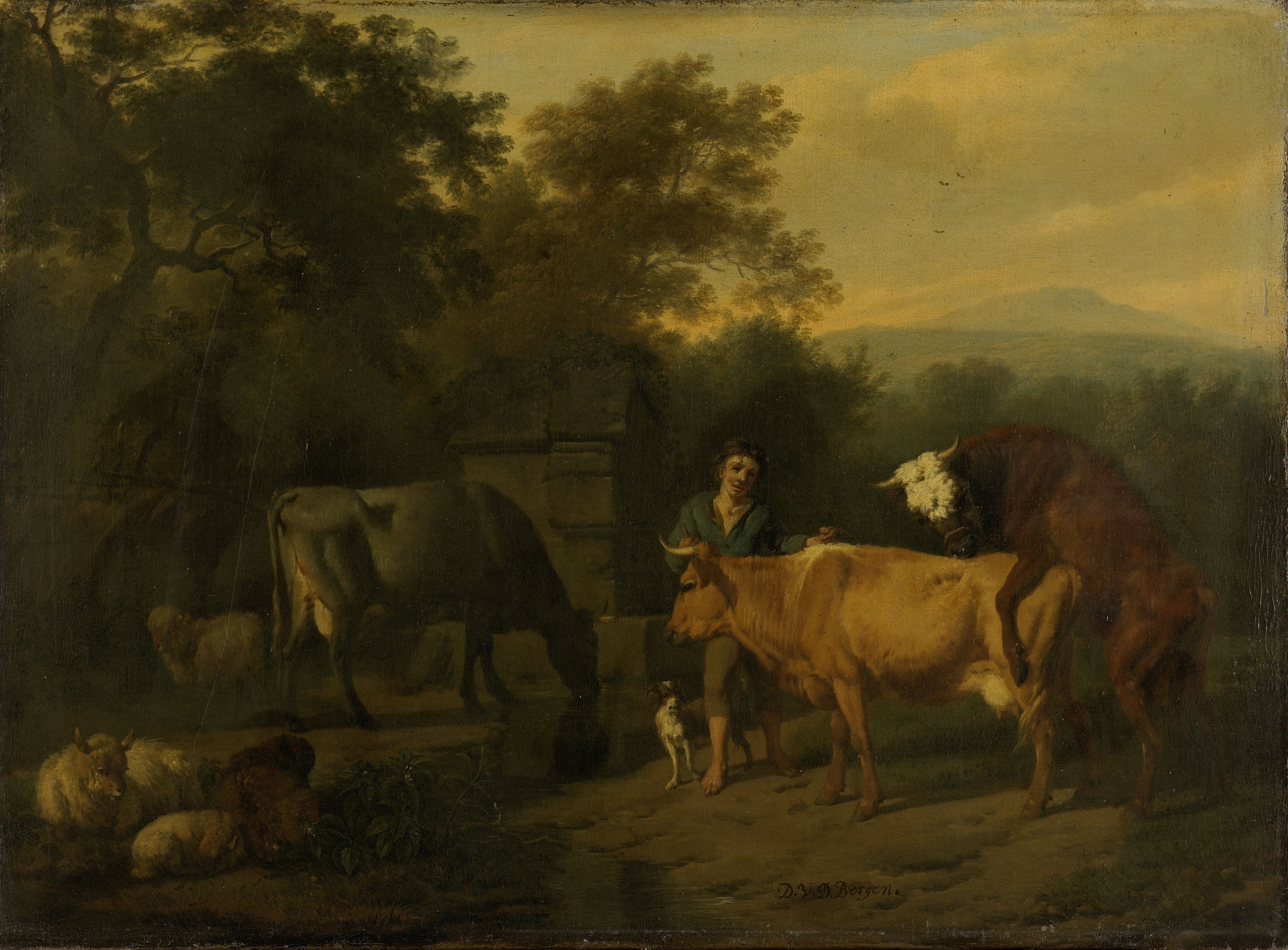
Dirck van Bergen. Landschap met herder en vee. 1675-1685. Amsterdam, Rijksmuseum.

Het werk is geschilderd in de traditie van de Italianisanten, een groep Noord-Europese schilders die het Italiaanse landschap als onderwerp had. Dirck van Bergen is echter voor zover bekend nooit in Italië geweest. Landschap met vechtende stieren is waarschijnlijk bedoeld als pendant van Landschap met herder en vee, dat ongeveer dezelfde afmetingen en herkomst heeft.

## Toeschrijving en datering
Het schilderij is rechtsonder gesigneerd ‘D.V.D.Bergen.’. Het ontstond waarschijnlijk na 1660, toen Van Bergen zich als schilder in Haarlem vestigde, en voor 1690, toen hij zijn laatst gedateerde werk maakte.

## Herkomst
Het werk werd in 1815 gekocht door het Rijksmuseum.